# Byrokracie
Byrokracie znamená původně vládu úředníků (byrokratů), pokus o racionální uspořádání výkonu správy a vlády prostřednictvím hierarchie nadřízenosti a podřízenosti placených zaměstnanců. Může znamenat každou systematickou administrativní činnost, pro niž je charakteristické uspořádání, specializace funkcí, objektivní předpoklady pro výkon správy a činnost podle pevných pravidel. V přeneseném smyslu může také obecně označovat kategorii lidí, kteří tuto činnost vykonávají, a to ve veřejné správě i v jiných organizacích. Byrokracii jako nutnou podmínku modernizace společnosti popsal Max Weber. Byrokrat ovšem není jen zaměstnancem státu, na základě demokratické ústavy je současně voličem a jako takový součástí státu, tedy svého zaměstnavatele.
Pojem byrokracie se používá i v negativním, hodnotově zabarveném významu pro takový systém administrace, který se vyznačuje formalismem, nedostatkem iniciativy a pružnosti, nezájmem o lidské potřeby nebo veřejné mínění, tendencí přesouvat rozhodování na vyšší orgány, hromaděním prostředků za účelem zachování a zvyšování moci apod.

## Různé významy
Pojem byrokracie má v souvislosti s použitím různé významy.
1. V běžném styku, novinařině: „zdlouhavost, komplikovanost, nepřehlednost úředního jednání z hlediska klientů“.
2. V politologii: „vláda uskutečňovaná prostřednictvím jmenovaných úředníků, s velmi omezenou možností občanů zasahovat do řízení veřejných věcí“.
3. V sociologii: „snaha o řízení velkých organizací správního i výrobního charakteru“.

## Původ slova
Pojem poprvé použil v roce 1745 francouzský ekonom a fyziokrat Vincent de Gournay, vznikl jako složenina francouzského bureau (úřad, psací stůl, resp. plátno pokrývající úředníkův stůl) a řeckého kratein (vládnout).

## Historie byrokracie

### Antická byrokracie
Termín „byrokracie“ byl ustanoven v polovině 18. století, i přesto je organizovaný a konsistentní administrativní systém, dnes známý pod tímto výrazem, mnohem starší. Vynález a rozvoj písma (cca 3500 let př. n. l.) a dokumentace byly pro fungování tohoto systému nepominutelné. Prvé náznaky byrokracie můžeme spatřit už v antické Sumerské říši, kde rostoucí třída písařů používala hliněné destičky na evidenci úrody a její rozdělení. V antickém Egyptě také najdeme mnoho důkazů o zapisovatelích administrace státní služby.
Římská říše byla spravována hierarchií regionálních prokonzulů a jejích náměstků. Diokleciánova reforma zdvojnásobila počet správních okrsků a vedla k ohromné expanzi římské byrokracie. Křesťanský autor Lactantius tvrdil, že Diokleciánova reforma vedla k širokému rozšíření ekonomické stagnace, jelikož provincie byly rozděleny na malé segmenty a mnoho vládců a nižších důstojníků zabrali každý své území . Po pádu Římské říše vytvořila Byzanc ještě komplikovanější administrativní hierarchii.
V antické Číně založila dynastie Chan komplikovanou byrokracii založenou na učení Konfucia, který zdůraznil důležitost rituálů v rodinných vztazích i politice. S každou následující dynastií se byrokracie posilovala. Za vlády dynastie Sung se byrokracie stala meritokratickou: o tom, kdo může zastávat jakou pozici, rozhodoval výsledek zkoušek. Imperiální systém zkoušení trval až do roku 1905, šest let před pádem dynastie Qing, který znamenal konec tradičního čínského byrokratického systému.

### Moderní byrokracie
Moderní forma byrokracie se vyvinula v Oddělení spotřební daně ve Velké Británií během 18. století. Podle Niall Fergusona byla byrokracie založena na „náboru na základě zkoušky, tréninku, povýšení dle zásluh, pravidelných platech a důchodech a na standardizovaných procedurách. Systém byl striktně hierarchický a důraz se kladl na technické a účinné metody výběru daní.“
Na začátku 19. století se Napoleon pokusil o reformu byrokracie ve Francii a dalších teritoriích pod jeho kontrolou pomocí občanského zákoníku (Code civil), což vedlo k dalšímu posilování byrokracie.    
V polovině 19. století byly byrokratické formy administrace silně zakořeněny v celém industrializovaném světě. Myslitelé jako John Stuart nebo Karl Marx začali uvažovat nad ekonomickými funkcemi byrokracie v moderní době. Max Weber jako první chápal byrokracii jako nezbytnou součást modernity a koncem 19. století se byrokratické formy začaly šířit z vládního sektoru i na jiné velké instituce.    
V 20. století se v kapitalistických systémech neformální byrokratické struktury objevovaly ve formě mocenských hierarchií v korporacích, jak to detailně popisují práce z polovice 20. století, například The Organization Man nebo The Man in the Gray Flannel Suit. Mezitím v SSSR a Východním bloku moc nesla třída byrokratických úředníků nazývaná nomenklatura a řídila téměř všechny aspekty veřejného života.    
V 80. létech 20. století politici jako Margaret Thatcher získávali popularitu také kampaněmi slibujícími omezení vládního byrokratizmu, který považovali za arogantní, a návrat ekonomické produkce k čistému kapitalistickému modelu, který se jim zdál byt efektivnější. Také ve světě byznysu manažeři jako Jack Welch nahromadili bohatství a slávu omezováním byrokratických struktur vevnitř samotných korporací.
Přesto však moderní svět stále stojí na byrokraticky řízených organizacích, které umožňují spravovat informace, zpracovávat a ukládat evidenci ale také udržovat v chodu komplexní systém mezinárodních interakci v dnešním globalizovaném světě, i když pokles papírování a nárůst používání elektronických databází mění způsob, jakým byrokracie funguje.
Historické srovnání ukazuje, že byrokracie je základem demokracie.

## Charakteristiky byrokratických aparátů
- specializace činností,
- obecné charakteristiky výkonu funkcí a z toho vyplývající zaměnitelnost úředníků,
- problémy, procedury a řešení jsou kategorizovány,
- relativní stabilita struktury funkcí,
- organizace se stává do určité míry účelem o sobě,
- vázanost na určitý typ úkonů.

## Typologie byrokracie
První pokusy o rozdělení typů byrokracie se objevují v 60. letech a jsou spojovány hlavně s nástupem kontingenčního paradigmatu. Předmětem empirického zkoumání se staly různé formy organizací a se stěžejní typologií přichází v roce 1961 Amitai Etzioni. Zaměřil se hlavně na rozdělení mocí do 3 kategorií:
1. Moc donucovací – fyzická síla
2. Moc normativní – prestiž aparátu, přesvědčování
3. Moc odměňující – materiální i nemateriální formou

K těmto typům moci doplňuje i možné způsoby reakcí:
1. Alienativní reakce – odmítnutí
2. Kalkulující reakce – podpora
3. Morální reakce – ztotožnění

V návaznosti na toto rozdělení přichází Etzioni se třemi stěžejními typy formálních organizací do, kterých patří většina byrokratických aparátů:
1. Koercivní organizace – využívání síly, neselektivní, neztotožnění názorů aparátu a obyvatel, např. koncentrační tábory, léčebny
2. Utilitaristické organizace – odměny a výhody za podporu, oddanost členů, selektivita, např. výrobní organizace, správa státu
3. Normativní organizace – hlavní role vůdce, příslušnost k sociální skupině, např. církev, politická strana, kluby[15]

### Veřejná byrokracie
Byrokracie je rozsáhlý aparát státní správy již po staletí. Prakticky nemůže zaniknout, a proto se stává předmětem řady reforem. Byrokratický aparát je silně navázán na politickou strukturu daného státu. Vztahy těchto dvou složek jsou předmětem pozorování politických sociologů.
Pojetí byrokracie jako úřednictva je odlišné v každém státě. Např. v Německu je „Berufsbeantentum“ brána jako pozice vyššího společenského postavení. V Anglii je v „Civil service“ kladen důraz spíš na výkon funkce jako takové a není spojována se společenskou vrstvou.

### Vyšší a nižší úřednictvo
Rozdělení úředníků v rámci byrokracie je jiné v každém státě. Obecně jsou jejich rozdíly stupňovité tj. rozdělené podle rozhodovací moci.
Dalším z možných dělení úřednictva je na soukromé a státní. Jejich vztah a míra závislosti se odvíjí od státního systému. Kapitalistický režim vede k rozvoji soukromého sektoru a podřizování se jeho potřebám. Podřizování se státu je naopak rysem totalitních režimů. Obě tyto tendence se mohou nacházet ve všech státních zřízení i režimech dohromady.

## Teorie byrokracie
Teoriím byrokracie se věnují společenské vědy, především sociologie, správní věda a veřejná politika.

### Karl Marx
Pojmem byrokracie se zabýval i německý filosof Karl Marx, a to ve svém díle „Ke kritice Hegelovy filosofie práva“ z roku 1843. Marx se vymezuje jako odpůrce byrokracie. Přestože Hegel ve „Filosofii práva“ sám slovo byrokracie nepoužil, podle Marxe po vyjmutí soudní a policejní moci, a jejím zařazení do občanské společnosti, zůstává pod jeho pojmem vládní moc už jen byrokracie. Marx se v textu vymezuje proti Hegelovu pojetí a tvrdí, že Hegel popsal byrokracii zčásti podle představ jí samotné.
Podle Marxe je byrokracie spjata s korporacemi. Korporace jí dávají materiální hodnoty, naopak byrokracie naplňuje korporace spirituálním duchem. Byrokracii vidí jako imaginární stát, který se stal občanskou společností. Byrokraty nazývá státními jezuity a státními teology. Marx tvrdí, že se z kruhu byrokracie nelze dostat, jelikož stojí na hierarchii vědění. Spodní a horní kruhy na sebe navzájem spoléhají. První na to, že vrchol rozumí obecným věcem, druzí na spodní, že rozumí jednotlivostem. Byrokracii lze podle Marxe zrušit pouze v případě, že se obecný zájem stane zvláštním zájmem doopravdy, nejen abstraktně, jak tvrdí Hegel.

### Weberova teorie byrokracie
Téma byrokracie do sociologie a společenských věd obecně přinesl Max Weber. Weber užívá pojmu byrokracie v hodnotově neutrálním slova smyslu a vymezuje ji jako nezbytnou součást moderní společnosti. Ve své typologii moci (panství) ji označuje jako tzv. racionální autoritu. Podle Webera je čistě byrokratický typ organizace z technického hlediska schopen dosáhnout nejvyššího stupně efektivity a v tomto smyslu je formálně nejracionálnějším prostředkem výkonu autority (moci) nad lidskými jedinci. Byrokracie je tak jedním z předpokladů racionálního kapitalistického podnikání. Zdůrazněmě zde, že Max Weber ve svých úvahách pracuje s byrokracií jako s ideálním typem, nikoliv jako s reálným fenoménem... Weberův ideální typ byrokracie je totiž legitimní byrokratická vláda, která je založená na víře v oprávněnost svého úřadu. Ovládaní jsou přesvědčeni, že pověřené osoby mají právo vykonávat vládu. V reálném prostředí jsou však úředníci ovlivněni mnoha aspekty ... Jsou to například sympatie, úplatky, protekční postavení ...
Weberova byrokracie jako ideální typ racionálního panství má tyto rysy:
- dělba práce – která předpokládá vysoký stupeň specializace a zapojení expertů na určité druhy činností.
- neosobní struktura – klient je veden jako případ ... Stejně je pohlíženo také na podřízené. Jsou vnímání jako volně přemístitelné součástky velkého mechanického stroje. Při řízení není brán ohled na jejich individuální zvláštnosti, zájmy a možnosti ... Činnost je vázána na pozice a funkce, takže úředníci jsou ovládáni organizací, což mimo jiné znamená, že každý je nahraditelný.
- rozhoduje se na základě formalizovaných obecných pravidel, postupů a nařízení jsou archivována. Tato pravidla jsou vytvořena na základě racionální kalkulace jako účelná pro dosažení stanovených cílů organizace. Důsledkem fungování účelově racionálních pravidel je velká stabilita činnosti byrokratické organizace ...
- definovaná hierarchie pravomoci a odpovědnosti – úředníci jsou zodpovědní jednomu nadřízenému za okruh činností, spadající do jeho pravomoci.
- svobodný výběr kandidátů do úřadu založený na kritériu výkonu v souladu se specifickými pravidly odměňování – pozice úředníka je založena na jeho technické kvalifikaci, tedy na tom, jaký výkon co do kvality a kvantity práce odvádí, přičemž úředník za svou práci pobírá zejména pevný plat. Vzestup v hierarchii moci je závislý pouze na výkonu jedince a na délce úřední služby.
- žádný z úředníků nevlastní majetek, s kterým operuje – organizační zdroje a vybavení mají být striktně odděleny od soukromých peněz a zdrojů, přičemž jednoznačně je také i oddělena pracovní doba úředníka ve vztahu k jeho volnému času.[18]

### Weberovi pokračovatelé a kritici
Weberova teorie vyvolala řadu kritik a kritických revizí, které většinou vycházejí z konfrontace weberovského ideálního typu s realitou byrokratických organizací. Mezi nejvýznamnější kritiky a pokračovatele Weberovy teorie patří:
- Robert Michels upozornil na hromadění moci v rukou vrcholných úředníků a politiků, proces tzv. oligarchizace byrokratických aparátů. Formuloval zásadní železný zákon oligarchie.
- Robert King Merton se zabýval nechtěnými důsledky byrokratického chování, dysfunkcemi byrokracie. Upozornil na ritualismus, kdy se z dodržování předpisů a pravidel jako prostředků stane hlavní cíl jednání byrokrata. Zájmy samotného úřadu pak mohou vytlačit úsilí o realizaci původních vnějších cílů, pro něž byl úřad zřízen. Tato samoúčelnost byrokracie je přímo závislá na stáří a zavedenosti úřadu.
- Charles Wright Mills upozornil na rostoucí roli byrokracie a také, podobně jako Merton, na skutečnost, že byrokracie v mnoha případech slouží jen svým vlastním zájmům.
- George Caspar Homans a Harold L. Wilensky vymezili tři základní typy kompetencí: správní, manažerské a expertní (kompetence vycházející ze specializací). Upozornili na skutečnost, že v moderních byrokratických aparátech existuje latentní napětí mezi specialisty a administrátory.
- Peter Blau se věnoval formálním a neformálním vztahům v organizacích a tvrdil, že neformální vztahy jsou pro jejich funkčnost mnohdy významnější než formalizované struktury. Byrokracii charakterizuje dělba práce, subordinace, hierarchická struktura a kontrola. Neformální systémy chování doplňují a někdy nahrazují neosobní a mechanickou povahu organizací.
- Alvin W. Gouldner upozornil na fakt, že byrokratický aparát nemůže směřovat k jedinému cíli, s nímž budou všichni úředníci souhlasit, ale naopak, že zde existují konfliktní cíle zastávané různými úředníky.
- Michel Crozier přišel v 60. letech s novým pohledem na byrokracii. Byrokratičtí úředníci podle Croziera nejsou pouze pasivně formováni tlakem organizace, ale naopak využívají ty prostředky, které byly zavedeny ke kontrole jejich činnosti. Diferenciace a specializace těchto činností vede k závislosti špiček organizace na celém aparátu. Znamená to tedy, že na nižších úrovních dochází k poměrně široké autonomii v rozhodování.[5]
- Reinhard Bendix, Ralf Gustav Dahrendorf[19] Dle teorie těchto dvou sociologů je byrokracie v moderní společnosti všemocná. Je součástí vládnoucí třídy, ale nikdy nevládne sama. Nemůže vládnout sama, jelikož na moci se zákonitě podílejí i ti, kteří moc kontrolují. Nejvýznamnější část byrokratů tvoří mocenská elita, avšak základ organizace tvoří bezvýznamní, snadno nahraditelní zaměstnanci.
- Elton Mayo[20] byl australský sociolog, vedoucí kolektivu, jenž od roku 1925 prováděl experimenty v Hawthornském závodě nedaleko Chicaga. V průběhu průzkumů docházelo uvnitř experimentálních skupin k vytvoření neformálních vztahů. V průběhu spontánních interakcí docházelo ke vzniku nových skupinových norem. Dodržování či porušování těchto norem se promítalo do výše sociální pozice jednotlivých členů pracovní skupiny. Zájem o udržení či zvýšení této pozice převažoval nad čistě ekonomickou odměnou. Z toho Mayo usoudil, že základem pro orientaci jednání jsou spontánně rozvíjené vztahy, na které jsou jejich členové citově vázáni.
- C. J. Friedrich a T. Cole berou kompetenci, hierarchii a profesionalizaci za tři základní pilíře byrokracie. Později doplňují neutralitu k zájmům a názorům. Jejich myšlenky jsou spíše liberalistické, protože nejsou aplikovatelné na všechny státy.

### Bludný kruh byrokracie
Čím více situací je v organizaci upravováno pomocí neosobních pravidel, tím více moci ztrácejí nadřízení nad svými podřízenými (i oni jsou vázáni pevnými pravidly). Každý člen je tak chráněn před libovůlí svých nadřízených i před tlaky svých podřízených. Na druhou stranu je však těmito pravidly od druhých také izolován. Typická formální organizace se vyznačuje rozsáhlou centralizací rozhodování (s tím souvisí zásadní Michelsův železný zákon oligarchie). Kvalifikované rozhodování v určitých oblastech by však vyžadovalo, aby rozhodnutí byla činěna na nižších úrovních, kde lze předpokládat důvěrnější znalost reality ...
Problém změny byrokratické organizace
Byrokratický systém se začíná orientovat na problémy změny, teprve když jsou dysfunkce již značné. Řídící pracovníci nemívají k dispozici včasné signály o narůstající kritičnosti situace.
Jakmile je o provedení nutných změn rozhodnuto, postupuje byrokratická organizace následovně:
1. každá změna se uskutečňuje zásadně směrem odshora dolů,
2. každé přijaté opatření se týká všech částí organizace, tedy i těch, které nebyly dysfunkcí příliš zasaženy,
3. nařízení ohledně náprav posilují centralizaci, neboť ve své univerzálnosti ničí lokální zvláštnosti.

- Thorstein Veblen[3] Tento americký sociolog v souvislosti s byrokracií mluvil o „trénované neschopnosti“. Jedná se o skutečnost, kdy jedinec v nadměrné míře spoléhá na pravidla byrokracie, což způsobuje jeho omezenou schopnost reagovat na určité změny.

### Koncepty byrokracie
Lane podává shrnující přehled několika konceptů byrokracie tak, jak byly identifikovány v literatuře druhé poloviny 20. století:
- byrokracie jako rigidní, strnulá, nepružná,
- byrokracie jako panství úředníků,
- byrokracie jako chaos,
- byrokracie jako maximalizace velikostí,
- byrokracie jako nekontrolovaná a nekontrolovatelná moc.

### Současné diskuse o byrokracii
- Lowiho model železného trojúhelníku
- Niskanenův model maximalizace rozpočtů

### Satira na byrokracii
I když vědecká literatura často prezentuje byrokracii jako žádoucí nebo alespoň potřebnou formu veřejné administrace, populární postoje reflektují osobní zkušenosti a jsou často kritické k metodám i praktikám byrokracie ... Tyto populární postoje lze nejlépe vidět v literární satiře, a to od Balzacových pozorování myšlení a chování menších byrokratů po Parkinsonovo satiricky „vědecké“ pozorování chování a výkonů byrokratů. Joseph Heller a jeho Hlava XXII se pravděpodobně stane moderní klasikou v této tradici.
- Cyril Northcote Parkinson[3] Ve svých „zákonech“ (Parkinsonovy zákony) popisuje nevýkonnost a samoúčelnost byrokracie. Jeden z jeho zákonů říká, že „Neexistuje žádná závislost mezi množstvím práce a počtem úředníků, pročež počet úředníků expanduje, protože každý chce mít pod sebou co nejvíc podřízených, a to mimo jiné proto, aby zdůvodnil svou důležitost ...“.

Známými díly satirizujícími přebujelou (částečně) nefunkční byrokracii jsou také britské televizní seriály Jistě, pane ministře a Jistě, pane premiére. Ty tematizují
- jak střet a vztah (demokratické) politické moci s mocí byrokratickou,
- tak zájmy a slabosti politiků i byrokratů.

## Zhodnocení

### Výhody byrokratické organizace
Byrokratické systémy jsou relativně efektivní, předvídatelné, stabilní a dosahují konzistentních výsledků, které jsou známé a očekávané. Kladou důraz na rozvoj odbornosti a dovedností a odměňují jej, klienti byrokratických organizací mohou očekávat rovné zacházení v souladu se standardními operačními postupy.
Byrokratické organizace jsou výhodné pro činnosti, které:
- je třeba provádět opakovaně a rutinně,
- vyžadují standardní výsledky, tj. výsledky konzistentní a předvídatelné.

### Nevýhody byrokratické organizace
- Byrokratické organizace nejsou vhodné pro řadu oblastí lidské činnosti (zejména tvůrčí činnosti, umění…).
- Mnoho organizací trpí přílišnou byrokratičností. Je potřeba přizpůsobit se sociální změně, musí tedy dojít k deregulaci – stažení se státu z určitých oblastí nebo odbyrokratičtění – zvýšení výkonnosti, zlepšení kontaktu s obyvateli[3]
- Selhání a nevhodné používání byrokracie je výsledkem patologie byrokratických organizací. I když se zavedené postupy, metody, předpisy a úkoly změní, bude změna díky rigiditě opožděná.
- Specialisté se díky informační asymetrii mohou chovat způsobem ohrožujícím cíle organizace a pro svůj osobní prospěch. Byrokraté jsou „nekontrolovatelní“, takže se může stát, že zájmy organizace budou až na druhém místě, po osobních zájmech byrokratů.[3]

### Shrnutí
Tradiční byrokratické instituce pracují relativně uspokojivě za předpokladu, že je prostředí stabilní, úkol je relativně snadný, každý občan vyžaduje tutéž službu a kvalita služby není tím nejdůležitějším kritériem. Reálná situace však těmto předpokladům nevyhovuje, vnější prostředí se stále rychleji mění (globalizace a tlak na flexibilitu ekonomických institucí, informační společnost a rostoucí informovanost veřejnosti, nárůst počtu vysoce kvalifikovaných pracovníků vyžadujících autonomii pro svoji práci, rozrůzňování potřeb lidí).
„V dnešní době je asi největším problémem vůbec vysoký počet úředníků. Např. situace v ČR je tristní – v minulosti došlo mnohokrát k pokusům plošně snížit administrativu, tyto pokusy však nedosáhly zdárného konce. Problém spočívá například v nestálém přesunu úředníků z místa na místo. Například „v červnu 2003 česká vláda vymyslela, že do tří let propustí 30 tisíc státních zaměstnanců.“ Vypadá to impozantně, ale při bližším pohledu je to už jinak. Předně 13 tisíc úřednických míst jsou místa sice papírově existující, ale neobsazená, tedy „mrtvé duše“.“